# Luigi Valchera
Luigi Valchera (Frosinone, 29 settembre 1881 – Frosinone, 24 maggio 1946) è stato un politico italiano.

## Biografia
Avvocato e professore, iscritto al Partito Socialista Italiano, fu sindaco di Frosinone designato dal Comitato di Liberazione Nazionale nel 1945. Morì il 24 maggio 1946 e fu sepolto nella cappella di famiglia nel cimitero comunale.